# Amphiporus texanus
Amphiporus texanus är en djurart som tillhör fylumet slemmaskar, och som beskrevs av Ernest F. Coe 1951. Amphiporus texanus ingår i släktet Amphiporus och familjen Amphiporidae.
Artens utbredningsområde är Mexikanska golfen. Inga underarter finns listade i Catalogue of Life.